# کریستتیان ورب
کریستتیان ورب (انگلیسی: Krisztián Veréb; ۲۶ ژوئیهٔ ۱۹۷۷ – ۲۴ اکتبر ۲۰۲۰) ورزشکار اهل مجارستان بود.
وی در مسابقات کشوری و بین‌المللی در مجموع برندهٔ ۲ مدال نقره، ۳ مدال برنز شده‌است.